# 理查德·埃尔曼 (数学家)
理查德·史蒂文·埃尔曼（英語：Richard Steven Elman），美国数学家，现任加州大学洛杉矶分校教授，以在代数领域中的研究而闻名。他于1972年在加州大学伯克利分校取得数学博士学位，导师为林节玄。
埃尔曼是美国数学学会的会员。他合作过的数学家包括Nikita Karpenko和亚历山大·麦克尔耶夫。

## 引用
1. ↑  The Mathematics Genealogy Project - Richard Elman （页面存档备份，存于）, retrieved 2013-07-08.